# داچیان چیولوش
داچیان چیولوش (انگلیسی: Dacian Cioloș؛ زادهٔ ۲۷ ژوئیهٔ ۱۹۶۹) یک سیاست‌مدار و کشاورز اهل رومانی و نخست‌وزیر کنونی این کشور است.